# Tomas Lagerström
Gustaf Tomas Lagerström, född 15 februari 1939 i Rödbo församling i Göteborgs och Bohus län, död 16 februari 1988 i Järfälla, var en svensk ekonomijournalist (VLT, Veckans Affärer) och författare. Han skrev flera barnböcker: Flykten från Kerboran (1978), Resan till Hergla (1979), Lägersommar (1980, tillsammans med dottern Monika), Bussen kommer (1981), Kom, Rani! (1982) (samtliga på förlaget Opal) samt Mohan och den vita damen (1987, Barnbokringen).
Sina erfarenheter och reflexioner efter några år som nämndeman i Västerås beskrev han i boken Domarn dömer! (1978, Liber). 1982 kom LäsaLätt-reportageboken En dag på Aktuellt (Opal). Under pseudonymen Ralf Nyman gav han ut boken Röda siffror - en roman från affärsvärlden (1983, Bonniers). 1985 kom Riv pyramiderna! (Bonniers), där Lagerström var spökskrivare åt Jan Carlzon.
Lagerström var son till Ragnar Lagerström, bror till Sven Lagerström samt far till Per Lagerström och Monika Lagerström (se ovan).
Tomas Lagerström är gravsatt i minneslunden på Görvälns griftegård.